# Mimectatina celebensis
Mimectatina celebensis là một loài bọ cánh cứng trong họ Cerambycidae.